# الشليحات (ولاد برجال)
الشليحات هو دُوَّار يقع بجماعة مناصرة، إقليم القنيطرة، جهة الرباط سلا القنيطرة في المملكة المغربية. ينتمي الدوّار لمشيخة ولاد برجال التي تضم 4 دواوير. يقدر عدد سكانه بـ 1100 نسمة حسب الإحصاء الرسمي للسكان والسكنى لسنة 2004.

## روابط خارجية
- البوابة الوطنية للجماعات الترابية
- المندوبية السامية للتخطيط